# Peter Andreas Fenger
Peter Andreas Fenger (født 16. februar 1799 på Christianshavn, død 8. februar 1878) var en dansk præst. Han var søn af præsten Rasmus Fenger, broder til Johannes Ferdinand, Carl Emil og Rasmus Theodor Fenger, fader til Ludvig Peter Fenger. Fenger var i sin samtid en af de stærkeste talsmænd for kirkelig vækkelse og sognebåndsløsning. Han fik blandt andet udgivet en samling med mange af de nye salmer.

## Liv og gerning
Fenger blev student i 1816, cand.theol. i 1820 og arbejdede herefter i 7 år som lærer ved Borgerdydskolen og Døtreskolen på Christianshavn . I 1827 blev han sognepræst for Slots Bjergby Sogn og Sludstrup Sogn ved Slagelse, et område i det sydvestlige Sjælland, der dengang var kendt som "det hellige Land", hvor han blev centrum for denne religiøs vækkelse. Senere, i den såkaldte "vestsjællandske krig", var han modpol til en repræsentant for den gamle rationalisme, der repræsenteredes af pastor H. Bastholm i Slagelse. I 1855 blev han sognepræst ved Vor Frelsers Kirke på Christianshavn, hvor han arbejde fremtil sin død.

### Vækkelsesprædikant
Første halvdel af 1800-tallet blev kendt som en folkelig religiøs vækkelsestid, hvor såkaldt "gudelige vækkelser" holdt møder, hvor ikke-præsteuddannede folk læste fra Bibelen og udlagde teksterne på deres egen måde. De gudelige vækkelser var dermed et opgør med tidens rationalistiske præster og som sådan en trussel mod den herskende statskirke, og Fenger blev, skønt selv præst, en fremtrædende person i dette oprør i flere omgange.

#### Den vestsjællandske krig
I 1833 holdt han den 2. søndag i Fasten en prædiken i Slagelse, der vakte store protester blandt rationalisterne på stedet. På opfordring lod han sin prædiken udgive i trykt form, og dette førte til, at han blev kraftigt angrebet af blandt andre præsten H. Bastholm i Slagelse og rektor Qvistgaard. Den debat, der fulgte, blev kendt som den
såkaldte "vestsjællandske krig" og vakte opmærksomhed blandt vakte kristne over hele landet. Under denne debat fik Fenger flere gange mulighed for at gøre rede for sin lutherske kristendomsopfattelse.

#### Virke for sognebåndsløsning
Fenger var en af hovedmændene bag et forslag om sognebåndets løsning, som blev indgivet i 1835 til Roskilde Stænderforsamling, og i de følgende år virkede han for at fremme sognebåndsløsningen, både ved indgivelse af nye andragender til Stænderforsamlingerne og ved udgivelsen af et flyveskrift: "Til danske Medborgere, angaaende et vigtigt kirkeligt Spørgsmaal i en bevæget Tid" i 1836.

#### Striden om Luthers lille Katekisme
Fenger havde i 1841 udgivet en bearbejdelse af Luthers lille Katekismus, den såkaldte "Pavekatekismus", til brug i skolerne. Fengers bearbejdelse var populær og udgaven blev efterfølgende genoptrykt i adskillige oplag. Da Fenger 27 år senere i 1868 foretog større ændringer i udgivelsens indhold i forbindelse med udgivelsen af det 13. oplag, anmeldte en pastor N.G. Blædel udgivelsen til myndighederne, der herefter i 1874 forbød Fengers udgave af Katekismen som skolebog og som en del af konfirmationsforberedelsen.

## Forfatterskab
Fenger udgav Kingos salmer og åndelige sange til menighedsbrug, og arbejde for at udbrede de danske salmer. I 1857 udgav han et tillæg til "Evangelisk-kristelig Salmebog", der som en selvstændig salmebog blev brugt i hans gamle menigheder lige til 1891. I 1858 udgav han en samling af morgen- og aftensange, som udkom i flere oplag og fik en vis udbredelse. I forbindelse hermed fik Fenger flere af tidens fremtrædende komponister, som Weyse, Hartmann, Rung og Barnekow til at skrive melodier til mange af de nye salmer. Hans forslag til en ny alterbog, udgivet i 1874, fik tilslutning i visse kredse.